# زنبق النهار الشاطئي
زنبق النهار الشاطئي (الاسم العلمي: Hemerocallis littorea) هو نوع من النباتات يتبع جنس زنبق النهار من فصيلة المصفورية.